# Cdon
CDON AB er en svensk børsnoteret e-handelsvirksomhed, der blev etableret i 1999. Salget sker primært gennem eksterne partnere. De har et blandet sortiment af musik, film, elektronik, bøger, tøj og legetøj, osv.
I 2020 havde CDON 1.500 eksterne partnere tilsluttet sin markedsplads, som har webshops i Sverige, Danmark og Norge.. CDON har ca. 100 ansatte i hovedkvarteret i Malmø.